# 燕霧下堡
燕霧下堡，是台灣中部自清治時期至日治初期的一個行政區劃，其範圍包括今彰化縣的大村鄉全部及員林市北部。清治時期由燕霧保分而為燕霧上保和燕霧下保，日治時時期改「保」為「堡」。
燕霧下堡西邊為馬芝堡，北邊為燕霧上堡，東邊為貓羅堡，南邊為武東堡、武西堡。

## 管轄街庄
燕霧下堡共轄14個街庄：
- 今員林市境內：南平庄、員林街、三條圳庄、三塊厝庄、東山庄
- 今大村鄉境內：黃厝庄、埤仔頭庄、蓮花池庄、擺塘庄、過溝庄、大庄、茄苳林庄、加錫庄、大崙庄
- 今埔鹽鄉境內：大崙庄